# Francisco Chacón

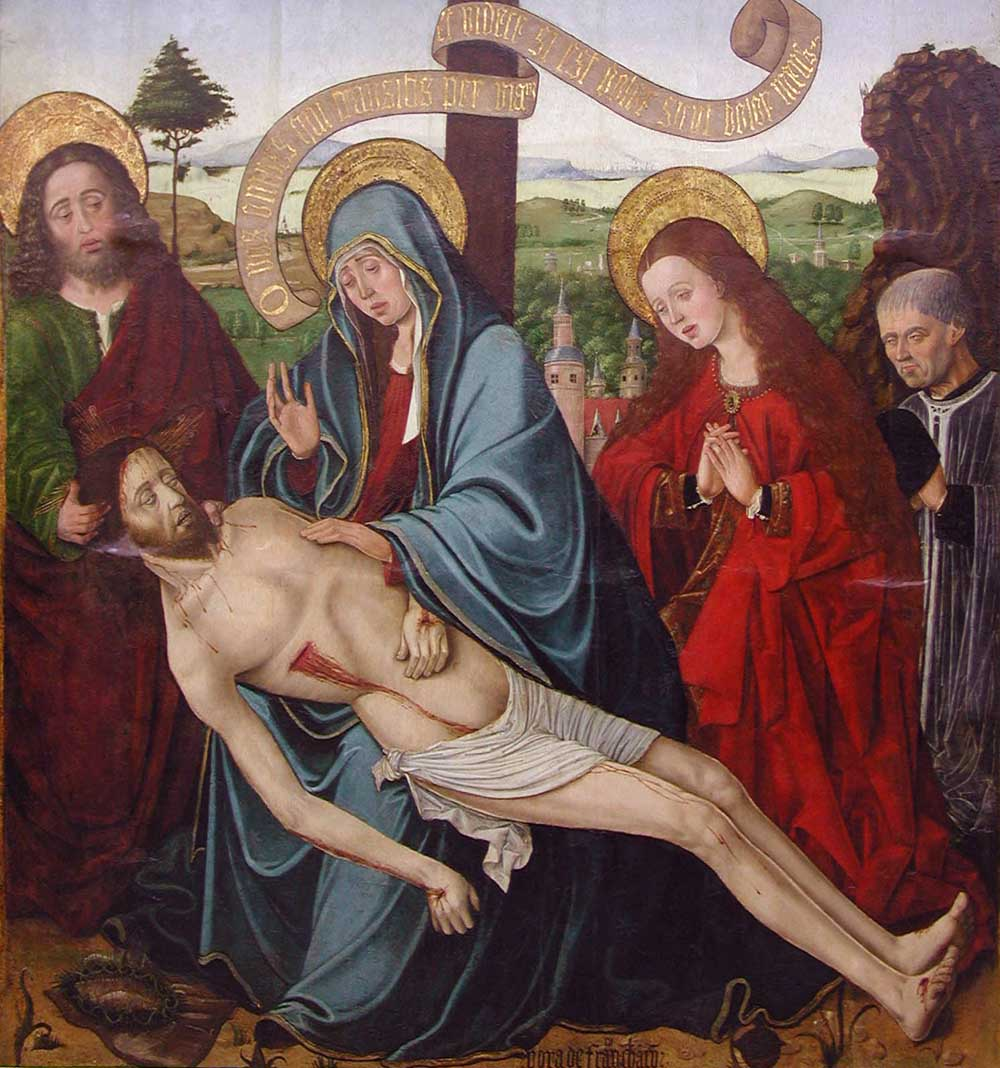
La Quinta Angustia, óleo sobre tabla, 197 x 160,5 cm, Museo de Bellas Artes de Granada.

Francisco Chacón (fl. 1474-1501) fue un pintor hispanoflamenco activo en Toledo, pintor mayor de la reina Isabel la Católica.
A Francisco Chacón se le encuentra documentado en 1474, citado como «comendador y vecino de Toledo» en un documento de pago de dos cahíces de trigo por orden del arzobispo Alonso Carrillo de Acuña. En él, además, se le mencionaba ya como «pintor de la señora princesa» el mismo año de su acceso al trono. El 21 de diciembre de 1480 la reina Isabel le nombró su pintor mayor, con funciones de veedor o visitador de la pintura para impedir ofensas a la religión según se desprende del documento por el que se hacía oficial el nombramiento, que establecía:

... seades mi pintor mayor e usedes del dicho ofiçio en todo lo a él concerniente. E otrosí que como mi pintor mayor podades defender que ningund judío nin moro no sea osado de pintar la figura de Nuestro Salvador Jesu Christo ni de la gloriosa Santa María, nin de otro santo ninguno, pena quel que lo contrario ficiere caya e incurra en pena cada negada v U maravedíes para mi Cámara.

Es posible que pasase a Granada donde en cualquier caso se ha conservado la única obra firmada y de atribución segura: la Quinta Angustia del Museo de Bellas Artes, procedente de la ermita de las Santas Úrsula y Susana o de la Quinta Angustia fundada en 1501, posible fecha de ejecución de la tabla donada por un religioso cuyo retrato, tratado con notable realismo, aparece tras la figura de la Magdalena.